# La Purísima (Apaseo el Grande)
La localidad de La Purísima está situada en el municipio de Apaseo el Grande (en el estado de Guanajuato). Hay 974 habitantes. La Purísima está a 1790 metros de altitud.
En la localidad hay 435 hombres y 539 mujeres. La relación mujeres/hombres es de 1,239. El ratio de fecundidad de la población femenina es de 2.86 hijos por mujer. El porcentaje de analfabetismo entre los adultos es del 6,26% (4,6% en los hombres y 7,61% en las mujeres) y el grado de escolaridad es de 6.61 (6.70 en hombres y 6.55 en mujeres).
En La Purísima el 0,1% de los adultos habla alguna lengua indígena. En la localidad se encuentran 213 viviendas, de las cuales el 0,72% disponen de una computadora.